# Cmentarz żydowski w Grabowie
Cmentarz żydowski w Grabowie – kirkut został założony w XIX wieku. W czasie II wojny światowej został zdewastowany przez hitlerowców. Obecnie nie ma na nim macew. Teren dawnego cmentarza jest zarośnięty krzakami. Jedynie kamienny obelisk z tablicą informującą o kirkucie przypomina o przeszłości tego miejsca.